# Naxa guttulata
Naxa guttulata är en fjärilsart som beskrevs av W. Warren 1894. Naxa guttulata ingår i släktet Naxa och familjen mätare. Inga underarter finns listade i Catalogue of Life.